# مخطط اضمحلال
في الكيمياء النووية، إن مخطط الاضمحلال لمادة مشعّة هو عرض بصري على هيئة مخطط يشمل جميع الحالات الانتقالية الممكنة أثناء عملية الاضمحلال الإشعاعي. عادةً ما يستخدم في هذا المخطط الأسهم، والتي عندما تكون عمودية فإنها تشير إلى الطاقة، وإشارتها إلى الأسفل تشير إلى تناقص الطاقة. أما الأسهم الأفقية فهي تشير إلى محور ازدياد العدد الذري الذي يزداد من اليسار إلى اليمين.

## مثال

مخطط اضمحلال ^{60}Co

يكون استخدام مخطط الاضمحلال مفيداً في حالات الاضمحلال المعقدة، كما هو الحال في اضمحلال كوبالت-60.